# Phil Simms
Phillip Martin Simms, detto Phil (Lebanon, 3 novembre 1954), è un ex giocatore di football americano statunitense, in seguito divenuto commentatore sportivo per la CBS.

## Carriera professionistica

### New York Giants
Dopo una promettente carriera nella Morehead State University, Simms viene selezionato dai New York Giants come settimo assoluto nel Draft NFL 1979. Simms trascorrerà la sua intera carriera professionale con i Giants, e viene nominato Most Valuable Player (MVP) del Super Bowl XXI, dopo aver portato i Giants ad una vittoria di 39 a 20 con i Denver Broncos, oltre ad aver segnato il record per più alta percentuale di completamento in un Super Bowl, con 22 su 25. Simms è stato anche nominato per il Pro Bowl per le performance nella stagione del 1985 e del 1993.
Ha concluso la sua carriera nel 1993 e da allora ha intrapreso una carriera televisiva di commentatore delle partite della NFL per la CBS.
Phil Simms è il padre di Chris Simms e Matt Simms, entrambi giocatori di football.

## Palmarès

### Franchigia
- Super Bowl : 2

New York Giants: Super Bowl XXI, Super Bowl XXV
- National Football Conference Championship: 2

New York Giants: 1986, 1990

### Individuale
- MVP del Super Bowl: 1

1986
- MVP del Pro Bowl: 1

1985
- Convocazioni al Pro Bowl: 2

1985, 1993
- First-Team All-Pro: 1

1986
- Club delle 500 yard passate in una singola gara
- PFWA All-Rookie Team - 1979
- New York Giants Ring of Honor (Classe del 2010)
- Numero 11 ritirato dai New York Giants

## Statistiche
| Yard lanciate     | 33.462 |
| Touchdown         | 199    |
| Intercetti subiti | 157    |
| Media del rateo   | 78,5   |